# Spare Parts
Spare Parts — другий студійний альбом англійської групи Status Quo, який був випущений у вересні 1969 року.

## Композиції
1. Face Without a Soul — 3:08
2. You're Just What I Was Looking for Today — 3:50
3. Are You Growing Tired of My Love — 3:37
4. Antique Angelique — 3:22
5. So Ends Another Life — 3:12
6. Poor Old Man — 3:36
7. Mr. Mind Detector — 4:01
8. The Clown — 3:22
9. Velvet Curtains — 2:56
10. Little Miss Nothing — 2:59
11. When I Awake — 3:49
12. Nothing at All — 3:52

## Склад
- Френсіс Россі — вокал, гітара
- Рік Парфітт — вокал, гітара
- Алан Ланкастер — басс-гітара
- Рік Парфітт — вокал, орган
- Джон Колен — ударні